# Red Bank (Sober Island)
Red Bank – stromy brzeg (bank) w kanadyjskiej prowincji Nowa Szkocja, w hrabstwie Halifax (44°50′02″N, 62°28′21″W), po zachodniej stronie wyspy Sober Island; nazwa urzędowo zatwierdzona 13 lipca 1976.